# Jeremy McGrath
Jeremy McGrath (San Francisco, 19 novembre 1971) è un pilota motociclistico professionista di motocross e supercross statunitense, ritiratosi dall'attività agonistica.
Si tratta di uno dei più titolati piloti di Supercross, tanto da venire soprannominato The King of Supercross. Durante la sua carriera si è avvalso di altri nomignoli (nickname) tra i quali Showtime per la sua propensione alla guida spettacolare e Supermac per aver vinto il campionato supercross del 1996 vincendo 14 gare su 15.
Essendo un pilota poliedrico, era molto attento alle esigenze del pubblico inventandosi figure funamboliche durante l'esecuzione di un salto nel Freestyle Motocross; popolare è il nacnac che è diventato negli anni il suo marchio di fabbrica.

## Carriera
Dopo una breve carriera con le bici BMX, a 15 anni inizia a correre in motocicletta arrivando nel 1989 al primo campionato AMA West Region Supercross classificandosi ottavo. Nel 1990 arriva la prima vittoria e vince il Campionato AMA di supercross in classe 125 nel 1991 e 1992 a bordo di Honda.
Nel 1993 il passaggio in classe 250, sempre con Honda, è d'obbligo e nonostante fosse un debuttante in apprendistato ed il suo compagno di squadra il campione in carica, vince la prima corsa davanti al pubblico di casa e superando proprio il suo compagno di squadra. A fine stagione le vittorie sono 10 portando a casa il primo posto del campionato, seguito da quelli del 1994, 1995 e 1996. In questi stessi anni prende parte per due volte al Motocross delle Nazioni con la squadra statunitense, nel 1993 e 1996.
Nel 1997 cambia motocicletta e squadra, passando alla Suzuki, e si classifica secondo con una moto aftermarket, dietro al suo rivale di sempre Jeff Emig; torna al successo in campionato l'anno successivo con una Yamaha ufficiale, ripetendosi nel 1999 e 2000.
Nel 2003 aveva firmato un accordo con la KTM ma incorse in un grave infortunio ad inizio stagione, cosa che lo portò a dichiarare il suo ritiro dall'agonismo, ritornando però in gara nuovamente in alcune occasioni nel 2005, alla guida nuovamente di una Honda in un team autogestito, dimostrandosi così uno dei piloti di motocross più longevi.
Al termine del 2006 decise di ritirarsi dal motociclismo non lasciando però completamente il mondo dello sport e diventando tester per un team della NASCAR oltre che gareggiare occasionalmente in competizioni fuoristrada con camion.
Per i suoi successi è stato inserito nel 2003 nella Motorcycle Hall of Fame. Terminata la carriera agonistica rimane nel mondo del motociclismo svolgendo mansioni promozionali per Kawasaki.